# 千曲川 (五木ひろしの曲)
「千曲川」（ちくまがわ）は、1975年5月25日に発売された五木ひろしのシングル。五木の楽曲としては1971年の「よこはま・たそがれ」（神奈川県）、1984年の「長良川艶歌」（岐阜県）と同様に、長野県を舞台にしたご当地ソングのヒット曲である。

## 解説
- 1975年の勝負作として投入された旅情演歌で、元々は猪俣公章が春日はるみ（新人時代の川中美幸）の不振を打開するために用意した作品で、星野哲郎によってタイトル（「笛吹川夜曲」）も詞も既にでき上がっており、LPに収録された。しかし、かねてより五木の“NHK紅白歌合戦での初トリと2回目の日本レコード大賞獲り”を願っていた山口洋子は、この三拍子のメロディーの美しさに惚れ、猪俣からこれを譲り受ける。
- 信濃川と名前を変え滔滔（とうとう）と日本海に注ぐ“日本一の大河”千曲川を詠った明治の文豪・島崎藤村の「千曲川旅情の歌」に感銘を受けた山口は、これを「千曲川」に改題し、敢えて現地には赴かずに東京に居ながら現地の情景を憧憬にも似た想いで詞を練ったという。その際、演歌にありがちな愛や色恋や情の部分を廃した。
- これらが功を奏し、最高位6位、登場週数42週、45万枚を超える売上げを記録、五木の代表作のひとつとなる。この曲で第4回東京音楽祭国内大会ゴールデン・カナリー賞を2年連続2回目の受賞、世界大会へ2年連続2回目の出場。また、第4回FNS歌謡祭'75音楽大賞下期最優秀視聴者賞（4期連続4回目）、第1回日本テレビ音楽祭グランプリ、第6回日本歌謡大賞放送音楽賞（5年連続5回目）、第6回日本歌謡大賞放送音楽特別連盟賞（受賞理由：5年連続での放送音楽賞受賞に対して）、第17回日本レコード大賞最優秀歌唱賞（2年連続2回目。通算・連続ともに歴代第1位）をそれぞれ受賞。同曲で1975年末の「第26回NHK紅白歌合戦」の白組トリに初めて抜擢された[注釈 1]。それから22年後、長野オリンピックを直前に控えた1997年末の第48回NHK紅白歌合戦では「信濃（長野県）が舞台の名曲」ということで五木の歌唱曲として再び選曲され、今回は大トリとなった[注釈 2]。また五木が紅白でその年発表以外の作品を披露したのも初めてであった。
- 五木はこの曲について「音域が意外に広く、迂闊には歌えない難しい曲」と語っている。山口は晩年「（自身の作品の中で）今でも“千曲川”が一番好きです」と述懐している。後年、この歌碑が長野県戸倉上山田温泉・萬葉公園内の千曲川を臨むことのできる位置に建立される。
- 1986年8月中旬までのシングルの累計出荷枚数は79.3万枚（徳間ジャパン調べ）[1]で、同時点で五木のシングルとしては歴代6位のヒットとなっている（デュエット曲を除く）[1]。

## 収録曲
- 両楽曲共に、作詞：山口洋子／作曲：猪俣公章

1. 千曲川（3分53秒）
編曲：森岡賢一郎
2. 愛のいのち（3分52秒）
編曲：竜崎孝路